# Fantastic Fest
El Fantastic Fest es un festival de cine anual celebrado en Austin, Texas, Estados Unidos. Fue fundado en 2005 por los productores Tim League, Harry Knowless, Paul Alvarado-Dykstra y Tim McCanlies.

## Historia
El festival se enfoca en los géneros de terror, ciencia ficción, fantasía y acción. Se realiza anualmente en septiembre en Austin, exhibiendo en ocho pantallas durante una semana y recibiendo a muchos escritores, directores y actores, bien establecidos o desconocidos. Una característica notable de este festival es la inclusión de «proyecciones secretas». Para estas proyecciones, el público a menudo no sabe qué película le será presentada.
En 2008, la revista MovieMaker mencionó al festival como «uno de los 25 mejores festivales de la actualidad». En 2017, la misma publicación lo mencionó en la lista de los «25 mejores festivales de cine del mundo».